# Institut neuchâtelois
 (novembre 2014).
L'Institut neuchâtelois est une fondation d'intérêt public neuchâteloise créée le 19 octobre 1938. 

## Origine
La fondation de l’Institut a pour origine la commande par lui-même, également en octobre 1938, de l’oratorio Nicolas de Flue à Arthur Honegger et Denis de Rougemont, créé à Neuchâtel le 31 mai 1941.

## Activités
L'Institut neuchâtelois publie des cahiers, décerne chaque année un prix et organise des journées.

## Lauréats duPrix de l'Institut neuchâtelois
Parmi les lauréats de ce prix  se trouvent :
- 1962 : Eugène Wegmann
- 1965 : Georges Braunschweig
- 1966 : Jean-Pierre Monnier
- 1971 : Denis de Rougemont
- 1972 : Samuel Gagnebin
- 1973 : Harry Datyner
- 1975 : André Ramseyer
- 1976 : Jean Courvoisier
- 1977 : Georges Piroué
- 1978 : Claude Favarger (es)
- 1979 : Aurèle Nicolet
- 1984 : Philippe Huttenlocher
- 1985 : Jean-Blaise Grize
- 1987 : André Evrard
- 1990 : Jean-François Aubert
- 1996 : René Gerber
- 1997 : Pierre Chappuis
- 1998 : Anne-Lise Grobéty
- 1998 : Marcel Mathys
- 2001 : Monique Laederach
- 2004 : Denis Müller
- 2007 : Guy Bovet
- 2008 : Denis Knoepfler
- 2009 : Agota Kristof
- 2011 : Charles Joris
- 2012 : Robert Monnier
- 2013 : Francis Jeannin
- 2014 : Jacques Hainard
- 2015 : Joëlle Bouvier
- 2016 : Francine Pickel, Vincent Adatte, Frédéric Maire, Yves Nussbaum, fondateurs de la Lanterne magique
- 2017 : Yves Sandoz
- 2018 : Christophe Dufour
- 2019 : Jean-Bernard Vuillème
- 2020 : pas de prix (Covid-19)
- 2021 : Grégoire Müller
- 2022 : Anne-Nelly Perret-Clermont